# Salminus brasiliensis
El dorado o pirayú (Salminus brasiliensis) es una especie de pez actinopterigio caraciforme de la familia de los carácidos que habita las aguas tropicales y agua dulce de las cuencas de los ríos Paraná, Paraguay, Uruguay, Salado del norte, Dulce, Chapare y Mamoré en América del Sur.
Es uno de los principales objetos de pesca deportiva en Argentina y Paraguay, junto con las distintas especies de surubí, y una de las presas más exigentes de la pesca de agua dulce en el mundo; supera el metro de largo y supera los 30 kg de peso, y la fuerte musculatura que debe a su hábitat, los rápidos fluviales de la región, lo hacen de captura difícil.
La pesca intensiva, deportiva y comercial, ha mermado sensiblemente su población en el río Paraná, que fuera antaño su principal reservorio, y los daños ecológicos causados por la represa de Yacyretá han agravado la situación. Hoy su pesca en Paraguay y Argentina está controlada, existiendo veda en la época de reproducción y restricciones al tamaño mínimo de las piezas cobradas.

## Nombres comunes
Llamado comúnmente dorado en español y portugués ("dourado"), debido a su particular color. Es también conocido como pirayú o "pirajuba" (del tupí-guaraní "piraju", «pez amarillo»).

## Características
S. brasiliensis es un pez de cuerpo salmonoide, robusto, moderadamente comprimido lateralmente. Los ejemplares registrados de mayor tamaño rondaban en 1,10 metros y  25 kg de peso. La cabeza es grande, hasta un cuarto de largo total, de forma aproximadamente cónica con el frente superior oblicuo. Su boca alcanza aproximadamente la mitad de la cabeza, y muestra sus dientes fuertes de forma cónica; los ojos son pequeños, y están ubicados en posición retrasada. Los opérculos son de buen tamaño, presentando estrías radiales.
El abdomen es largo. La aleta dorsal se ubica hacia la mitad del dorso; la adiposa es casi inexistente. Las ventrales se colocan tangencialmente por delante de la inserción de la dorsal, mientras que la anal está próxima a la caudal, que es poco lobulada, con los radios medios elongados. El pedúnculo de la cola es potente y robusto, como corresponde a su hábito de veloz nadador. Está recubierto de escamas grandes, algo mayores junto al pedúnculo caudal, amarillo-anaranjado en el opérculo, con el dorso ligeramente más oscuro y con reflejos verdosos, y el vientre plateado o blanquecino. Cada escama en el flanco presenta una pequeña mancha de color pardo oscuro. Las aletas son anaranjadas, con un reborde de color carmesí; una mancha negra faja el extremo de los radios caudales.

## Comportamiento
S. brasiliensis es un voraz predador. Habita las fuertes corrientes que se forman en bajíos pedregosos o desembocaduras de afluentes, donde su superior musculatura le permite maniobrar con más facilidad que sus presas, en general otros peces, y atacar cuando este está inerme en la corriente.
Migra regularmente a lo largo de los ríos de su medio siguiendo a sus presas favoritas, en especial al sábalo (Prochilodus lineatus). Otras especies que captura son la boga (Leporinus obtusidens), el bagre (Pimelodus spp., Parapimelodus valenciennesi) y la palometa (Serrasalmus marginatus), así como crustáceos del género Macrobrachium.
Para la reproducción  remonta la corriente en la migración llamada piracema, a lo largo de los meses de octubre y noviembre. Varios machos siguen a cada hembra, cortejándola; en el ritual de cortejo los ejemplares saltan, despegándose del agua en una imagen distintiva. La fecundación es externa, depositándose hasta 200.000 huevas en una puesta. No cuidan las huevas, depositadas en sitios correntosos, de las que tras una incubación de un día eclosionan los alevines, de unos 5 mm de longitud. La madurez sexual se alcanza en el segundo año para los machos y el tercero para las hembras; los especímenes inmaduros se alimentan de protistas y luego de crustáceos e insectos.
Pueden alcanzar los 14 años de edad.

## Pesca

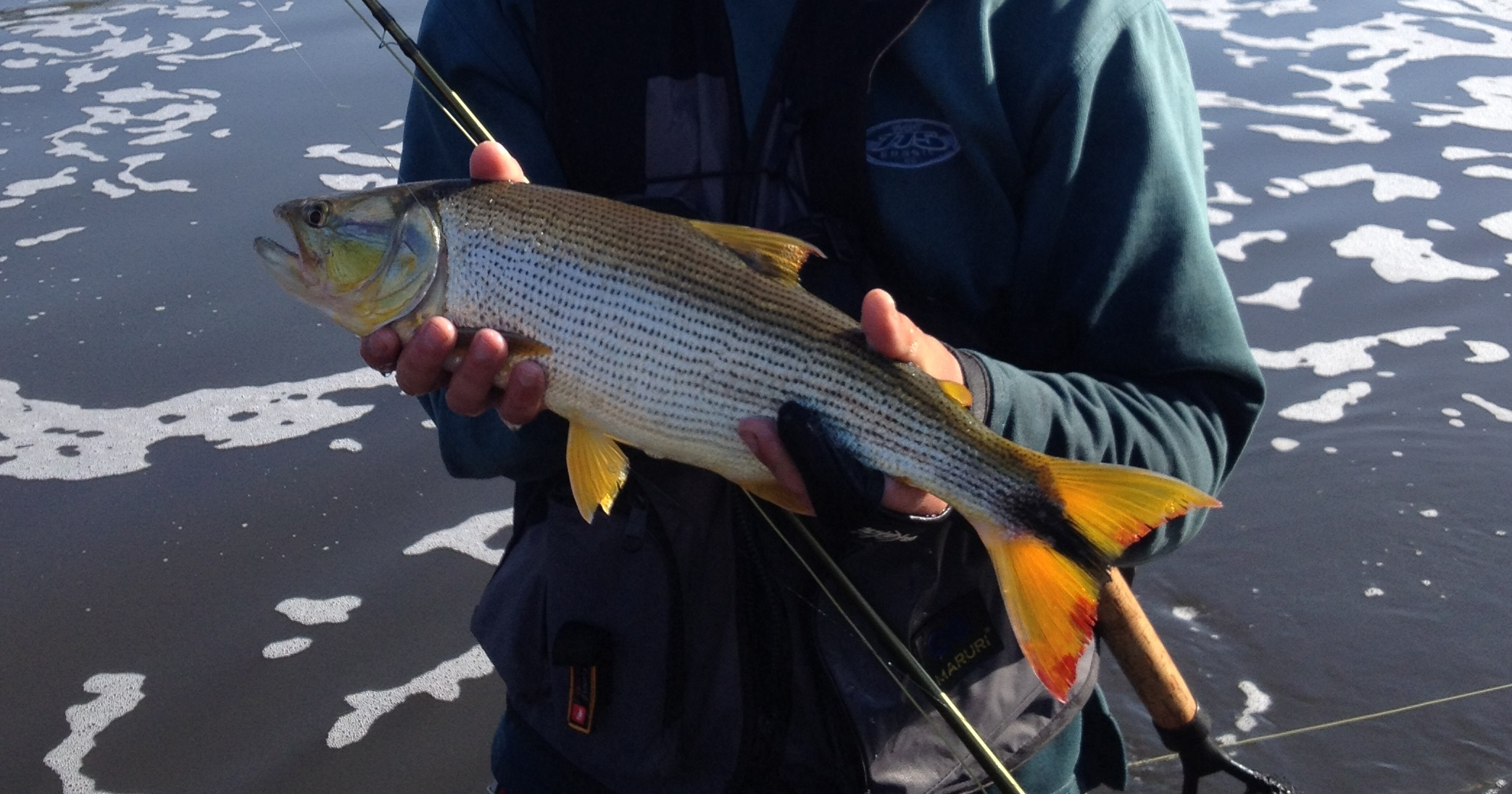
Dorado atrapado en Brasil

El dorado se busca en las aguas de fuerte corriente donde este acecha a su presa; el momento ideal es entre mayo y agosto, cuando los ejemplares tienen mejor tamaño antes de emprender la fatigosa migración para la puesta. Se practica sobre todo la modalidad de pesca de espera embarcado, con carnada de fondo o de flote.
Entre los principales reservorios pesqueros se cuenta la localidad correntina de Paso de la Patria, donde anualmente se celebra el Festival de la Pesca del Dorado.

## Conservación
En el 2005 la Ley N.º 26.021 del Congreso de la Nación Argentina declaró pez de interés nacional al dorado. Reglamentada por el decreto N.º 381/2005, la ley ratifica una iniciativa de la Secretaría de Medio Ambiente, que buscaba potenciar la conservación de la especie, amenazada por la pesca comercial y la construcción de represas que interrumpen sus flujos migratorios.
La pesca declarada de dorado alcanzó las 200 t anuales durante los años 1980, [cita requerida] provocando una merma significativa en las poblaciones. La reposición de las mismas se dificulta por los obstáculos erigidos a su migración reproductiva, sobre todo por la represa de Yacyretá. En esta se preveían cuatro elevadores para facilitar el tránsito de los peces río arriba, pero solo dos se han construido, y uno de ellos no se encuentra en funcionamiento. [cita requerida] La imposibilidad de desovar en el sitio adecuado arrastra a los alevines río abajo antes de que estén preparados para enfrentarse a las condiciones que esto les impone, y provoca una mortandad generalizada entre los mismos.
Los proyectos de conservación incluyen la potenciación del reservorio de los Esteros del Iberá, que proporcionan un buen hábitat para la siembra de juveniles de piscifactoría. El principal rival en esta zona para los ejemplares inmaduros es la palometa, presente en exceso por la falta de su predador natural, el yacaré (Caiman yacare, C. latirostris), afectado por la caza furtiva.

## Sinonimia
- Hydrocynus brasiliensis
- Hydrocyon brevidens
- Salminus cuvieri
- Salminus orbignyanus
- Salminus maxillosus
- Salmo auratus
- Salmo vigintiseptemradiatus